# Jean-Baptiste Coste
Pour les articles homonymes, voir Coste.
Jean-Baptiste Coste, né à Marseille le 17 mars 1746, mort à Paris le 20 octobre 1819, est un peintre français.

## Biographie
Jean-Baptiste Coste est le père de l'artiste-peintre Louise Zoé Coste, et fut ami du peintre Jacques-Louis David. Il est inhumé au cimetière du Père-Lachaise le 21 octobre 1819.
Il a travaillé pour la manufacture de porcelaine Dihl et Guérhard, utilisant la peinture mise au point par Christophe Dihl au sujet de laquelle le peintre et critique d'art Charles-Paul Landon remarquait qu'elle permettait une exécution méticuleuse et donnait un effet scintillant.

## Collections publiques
- Paysage idéal avec la basilique de Maxence, 1791, huile sur toile, musée des beaux-arts d'Orléans.Présenté à l'exposition Entre Lumières et romantisme à Vevey au musée Jenisch, du 16 mars au 17 juin 2007.
- Autel Romain, avec inscription, huile sur toile, Marseille, musée Grobet-Labadié.
- Parc avec architecture, huile sur toile, Marseille, musée Grobet-Labadié.
- Église Saint-Sébastien d'Allauch, sujet religieux, huile sur toile.
- Arbre, dessin, musée municipal de Saint-Germain-en-Laye.
- Vue du château de Guiscard, dessin au lavis, musée de Louviers.